# An Innocent Man
An Innocent Man is een album van Billy Joel uit 1983.
Het is Joels negende studioalbum. Het is een conceptalbum dat reflecteert op de muziekstijlen van Joels jeugd, met invloeden van doowop-, Motown- en soulmuziek uit de jaren '50 en '60. In een interview gaf Joel aan dat hij destijds, na de scheiding van zijn eerste vrouw, kon daten met modellen als Elle Macpherson en Christie Brinkley en dat het gevoel van een tweede jeugd terugklinkt op het album.	
Net als zijn drie voorgaande albums leverde dit album Joel een nominatie voor de Grammy Award voor Album of the Year op, maar de prijs ging naar Thriller van Michael Jackson. Het album bereikte de vierde positie in de Amerikaanse Billboard 200, tweede plek in de UK Albums Chart, en behaalde in Nederland plek 14. Maarliefst zeven van de tien tracks van dit album zijn op single verschenen. Tell Her About It (VS: nummer 1) en Uptown Girl (VK: nummer 1) werden wereldwijde hits. Ook An Innocent Man, The Longest Time, Leave a Tender Moment Alone en Keeping the Faith haalden de Amerikaanse Top 40. Het nummer This Night wist alleen in België de Top 40 te halen.	

## Tracklijst
Alle nummers zijn geschreven door Billy Joel. Het nummer "This Night" is gebaseerd op Sonate Pathetique van Ludwig van Beethoven. De cd-uitgave van het album heeft tracks 2 en 6 verwisseld ten opzichte van de lp-uitgave.
1. "Easy Money" - 4:04
2. "An Innocent Man" - 5:17
3. "The Longest Time" - 3:42
4. "This Night" - 4:17
5. "Tell Her About It" - 3:52
6. "Uptown Girl" - 3:17
7. "Careless Talk" - 3:48
8. "Christie Lee" - 3:31
9. "Leave a Tender Moment Alone" - 3:56
10. "Keeping the Faith" - 4:41